# Genianthus
Genianthus es un género perteneciente a la familia de las apocináceas con 19 especies de plantas fanerógamas . Es originario de Asia.

## Distribución y hábitat
Se distribuye por Bangladés, Bután, China, India, Indonesia, Malasia, Filipinas, Tailandia y Vietnam. Se encuentra en los bosques húmedos, los bosques del monzón.

## Descripción
Son enredaderas de varios metros de largo. Las hojas son herbáceas de 7-19 cm de largo y 3-10 cm de ancho, ovadas o elípticas, en general, obovados, basalmente truncadas a cuneadas o, en raras ocasiones, redondeadas, el ápice agudo a acuminado, a veces apiculado,  glabras, poco o densamente pubescentes, con tricomas simples.
Las inflorescencias son extra-axilares, siempre una por nodo, tan corta o larga como las hojas adyacentes, con muchas flores, las brácteas florales están ausentes o son pequeñas. 

## Especies
| - Genianthus aurantiacus - Genianthus bicoronatus - Genianthus blumei - Genianthus crassifolius - Genianthus ellipticus - Genianthus hastatus - Genianthus horei - Genianthus laurifolius - Genianthus macrophyllos - Genianthus maingayi | - Genianthus nicobarensis - Genianthus rectinervis - Genianthus ridleyi - Genianthus rufio-velutinus - Genianthus siamicus - Genianthus subpeltatus - Genianthus syringifolius - Genianthus trullatus - Genianthus valvatus |